# Hasimir Fenring
Le comte Hasimir Fenring est un personnage de fiction issu du cycle de Dune de l'écrivain Frank Herbert.

## Biographie du personnage
Le comte Hasimir Fenring est une figure mystérieuse, notamment à cause de son origine et ses activités. Au-delà de ses liens avec le futur empereur Shaddam IV Corrino, qui remontent à leur enfance commune, le reste est mystérieux.
Selon certaines sources, Hasimir Fenring est né en 10 118 A.G. (Après la Guilde) ou en 10 133 A.G. sur Kaitain. Sa mère, Dame Chaola ou Cirni Fenring, était une Bene Gesserit et la dame de compagnie d’Habla, quatrième épouse du père de Shaddam, l'empereur Elrood IX ; elle servit de nourrice à Shaddam et à son fils.
Quand le na-baron Feyd-Rautha Harkonnen le rencontre au cours des célébrations de son dix-septième anniversaire sur Geidi Prime, le comte Fenring est décrit comme un petit homme à l'allure fragile, au visage de fouine et aux yeux sombres, avec quelques cheveux gris aux tempes.
La Maison Fenring est une maison mineure, longtemps alliée avec la Maison Corrino, et un complément significatif pour l'ordre du Bene Gesserit dans son programme génétique visant à créer le Kwisatz Haderach (l'être ultime). Hasimir Fenring a été un candidat à ce potentiel génétique, mais la tentative n’aboutit pas, Fenring devenant un eunuque génétique. Néanmoins, les programmes du Bene Gesserit ont produit avec lui un tueur suprêmement intelligent et perceptif, qui servit plus tard de premier conseiller à Shaddam IV.
Pour cette raison, Fenring est fréquemment décrit comme le « valet » de l'empereur, Shaddam l’envoyant souvent traiter les questions les plus ennuyeuses de l’empire. Au cours d'une mission de ce genre, le baron Vladimir Harkonnen décrit Fenring comme « un tueur avec les manières d’un lapin ».
Le comte Fenring a aussi, étrangement, séduit autant d’hommes que de femmes avant de rencontrer son épouse, dame Margot Fenring, une adepte du Bene Gesserit. Il est aussi connu comme étant l’un des duellistes les plus mortels de l’Imperium ; il a notamment participé dans sa jeunesse à l’assassinat du père de Shaddam, Elrood IX, pour placer son ami sur le trône impérial. Plus tard, il a aussi servi comme gouverneur de la planète Arrakis, pendant la période de transition entre la Maison Harkonnen et la Maison Atréides.
Le seul moment connu où le comte Fenring refuse d'obéir aux ordres de Shaddam IV est lorsque ce dernier lui ordonne de tuer Paul Muad’Dib Atréides, après la victoire du camp Fremen au cours de la « révolte d'Arrakis ». Reconnaissant en Paul un esprit analogue au sien (Kwisatz Haderach), Fenring refuse. Pour la première fois, Fenring trahit la confiance de Shaddam, ce qui lui valut une gifle.
Après l'abdication de Shaddam IV, le comte Fenring suit l’empereur déchu dans sa résidence forcée sur la planète Salusa Secundus, jusqu'à sa mort.